# 霍什科冰川
71°49′S 163°24′E / 71.817°S 163.400°E
霍什科冰川是南極洲的冰川，位於維多利亞地，處於蘭特曼山脈的鮑爾斯山脈地區，最終注入坎漢冰川下游，該冰川以美國海軍的上尉命名。